# Xavier Sánchez Bernat
Xavier Sánchez Bernat, (Balaguer, Lérida 7 de enero de 1975) es un exjugador y actual técnico de baloncesto profesional de nacionalidad española
Durante su etapa como jugador ocupaba las posiciones de alero y escolta según fuese necesario.
Llegó a disputar un total de 478 partidos como profesional (288 en ACB y 190 en distintas categorías LEB) siendo el club en el que transcuyó la mayor parte de su carrera deportiva el CB Murcia, en el que militó durante doce temporadas convirtiéndose en el jugador que más veces ha defendido la camiseta del equipo con un total de 374 partidos disputados.

## Biografía
Se formó como jugador en las divisiones inferiores del CB Mollet, a través de las cuales llega al BFI Granollers, club con el que debutaa en la liga ACB a la edad de 17 años.
En 1994 firma un contrato con el CB Murcia, club el que permaneció durante cinco temporadas y con el que vivió un descenso a la liga LEB y un posterior ascenso a la ACB dos temporadas más tarde.
En 1999 fichó por el Casademont Girona en el que permaneció durante dos temporadas, transcurridas las cuales regresó a Murcia donde como miembro de la plantilla del CB Murcia disputó seis temporadas repartidas entre la liga LEB y la ACB, ayudando a su club en la consecución de dos ascensos y de la Copa Príncipe en el 2006.
Entre 2007 y 2009 alterna las distintas categorías LEB como miembro del CB Torrevieja (Bronce), el Playas de Santa Pola (Plata)
y el Balneario de Archena (Bronce).
Al inicio de la temporada 2009/10 firma un contrato temporal nuevamente con el CB Murcia de la liga ACB, aunque finalmente el acuerdo se alarga y acaba disputando 23 encuentros en las filas del club pimentonero con el que acaba descendiendo de categoría.
Una vez retirado, se incorporó a al cuerpo técnico del CB Murcia como entrenador ayudante, ocupándose además de las categorías de baloncesto base del club murciano. Todo esto, ya con sus dos hijos, Mario Sánchez e Izan Sánchez.

### Selección nacional
Llegó a ser internacional con las categorías inferiores de la Selección Española y se hizo con la medalla de plata en el Eurobasket sub-22 de Estambul en 1996.

## Clubes
- 1992/93: CB Mollet (Segunda División) y BFI Granollers (ACB)
- 1993/94: CB Mollet (Primera División)
- 1994/99: CB Murcia (LEB y ACB)
- 1999/01: Casademont Girona (ACB)
- 2001/07: Polaris World Murcia (LEB y ACB)
- 2007/08: CB Torrevieja (LEB Bronce) y Playas de Santa Pola (LEB Plata)
- 2008/09: Balneario de Archena (Adecco Bronce)
- 2009/10: CB Murcia (ACB)

## Palmarés
- 1996. Medalla de plata en el Eurobasket sub-22 de Estambul.
- 2002-03 LEB. Etosa Murcia. Campeón.
- 2005-06 LEB. Polaris World Murcia. Subcampeón.
- 2005-06 Copa LEB. Polaris World Murcia. Campeón.